# St. Leodegar (Bergmatting)

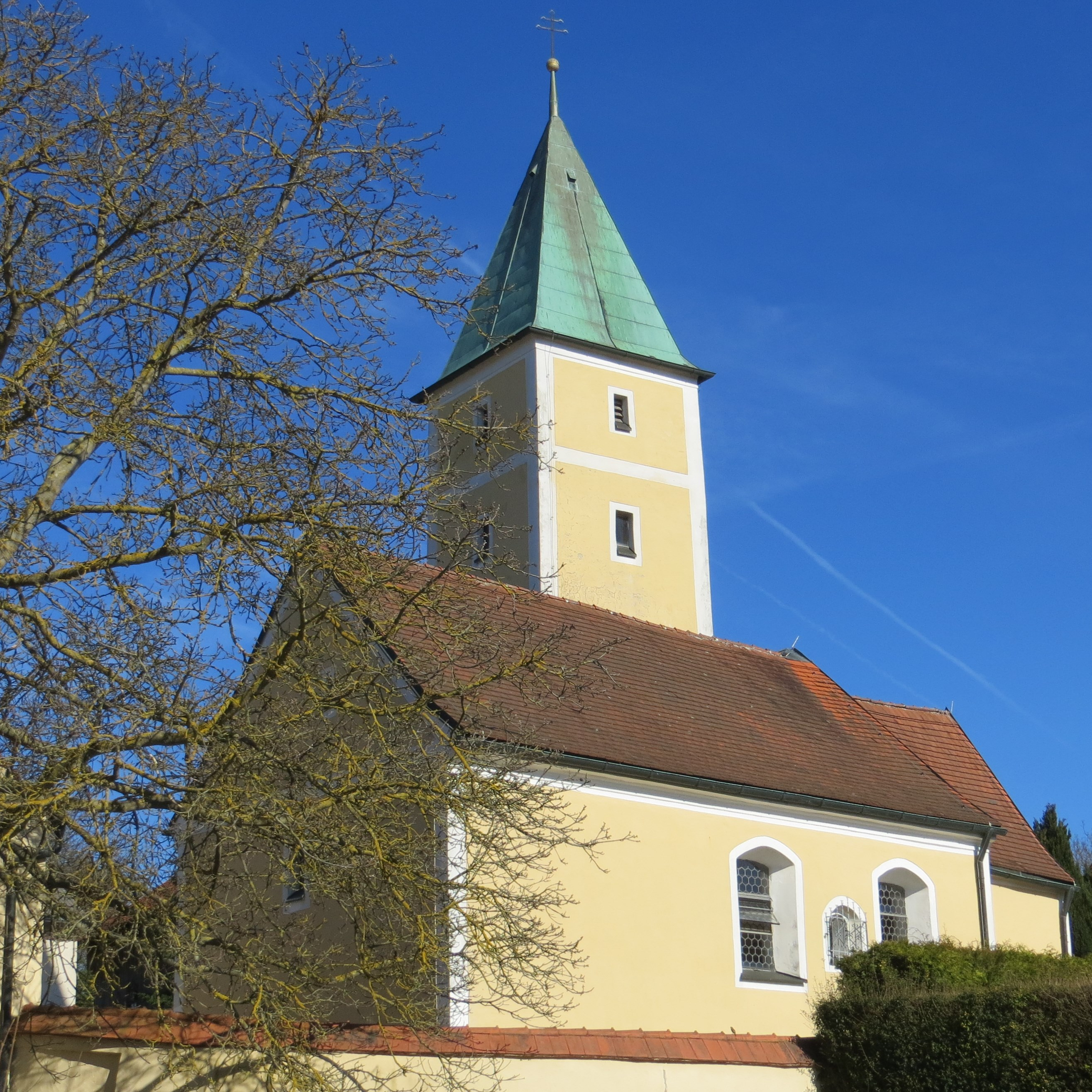
St. Leodegar (Bergmatting)

Die römisch-katholische, denkmalgeschützte Filialkirche St.  Leodegar steht in Bergmatting, einem Gemeindeteil der Gemeinde Sinzing im Landkreis Regensburg der Oberpfalz. Die Kirche gehört zum Bistum Regensburg. Das Bauwerk ist unter der Denkmalnummer D-3-75-199-16 als Baudenkmal in die Bayerische Denkmalliste eingetragen.

## Beschreibung
Die Saalkirche wurde im 13./14. Jahrhundert erbaut und später barock verändert. Sie besteht aus einem Langhaus, das mit einem Satteldach bedeckt ist, einem eingezogenen, quadratischen Chor im Südosten und einem quadratischen, mit einem Pyramidendach bedeckten Kirchturm an der Nordostseite des Langhauses. In seinem Glockenstuhl hängen neue Kirchenglocken, die alten wurden unter der Empore abgestellt. Der Innenraum des Langhauses ist mit einer Flachdecke überspannt, der des Chors mit einem Kreuzgewölbe. Der um 1740/50 gebaute Hochaltar steht unter einem Baldachin, dessen Vorhang ausgebreitet werden muss. Auf dem Altarretabel befindet sich eine Darstellung des Heiligen Herzen Jesu. 